# إميلي هالبرت
إميلي هالبرت (بالإنجليزية: Emily Hulbert)‏ هي لاعبة كرة قدم أسترالية، ولدت في 20 ديسمبر 1995 في إنجلترا في المملكة المتحدة. لعبت مع Melbourne Victory FC (W-League) ‏.